# Svanemøllen Station
Svanemøllen Station er en S-togs-station på Ydre Østerbro i København. Stationen blev åbnet som S-togs-station 15. maj 1934. Stationen ligger ud til Østerbrogade, kort før den bliver til Strandvejen, umiddelbart overfor Kildevældsgade.
Stationen bliver betjent af alle S-togs-linjer på nær linje Bx og F, og flere vigtige buslinjer, hvilket gør den til et vigtigt trafikknudepunkt.
Stationen lå oprindeligt nord/vest for broen, men blev i 1970'erne totalt ombygget og flyttet til den nuværende placering samtidig med Farumbanens indførelse. Stationen blev renoveret i 2005. Samtidig åbnede en Kort & Godt-butik på stationen, som senere er omdannet til en 7-Eleven.
Det nærliggende kloakværk der afvander området, blev bygget i 1909.

## Galleri
- Oversigt over stationen.
- Adgang til trapper og elevatorer.
- Overdækket del af perron.
- Stationen set fra sydøst.
- Stationen set fra Svanemøllebroen.
- Udfletningen nordvest for stationen.

## Busterminal
På Ved Sporsløjfen ligger to stoppesteder:
- 12 mod Islev
- Et ankomststoppested.

På hver side af Østerbrogade ligger et stoppested:
- 1A mod Hellerup st.
- 1A mod Avedøre st. eller Hvidovre Hospital.
- 23 mod Valby st.
- 23 mod Klampenborg st.

## Antal rejsende
Ifølge Østtællingen var udviklingen i antallet af dagligt afrejsende med S-tog:
| År   | Antal | År   | Antal | År   | Antal | År   | Antal |
| ---- | ----- | ---- | ----- | ---- | ----- | ---- | ----- |
| 1957 | 4.269 | 1974 | 3.393 | 1991 | 6.291 | 2001 | 6.510 |
| 1960 | 3.486 | 1975 | 3.446 | 1992 | 6.121 | 2002 | 6.510 |
| 1962 | 3.793 | 1977 | 3.403 | 1993 | 6.044 | 2003 | 6.448 |
| 1964 | 3.850 | 1979 | 5.952 | 1995 | 5.874 | 2004 | 6.993 |
| 1966 | 4.175 | 1981 | 6.192 | 1996 | 6.022 | 2005 | 6.951 |
| 1968 | 3.927 | 1984 | 6.084 | 1997 | 5.669 | 2006 | 7.178 |
| 1970 | 3.903 | 1987 | 5.810 | 1998 | 6.008 | 2007 | 7.782 |
| 1972 | 3.911 | 1990 | 5.917 | 2000 | 6.942 | 2008 | 7.387 |